# Emanuela Lombardo
Emanuela Lombardo (Vicenza, 2 de diciembre de 1971) es una profesora italiana. Es la titular del Departamento de Ciencia Política y de la Administración y directora del grupo de investigación de Género y Política GEYPO en la Universidad Complutense de Madrid.

## Educación
Después de haberse graduado en Filosofía Política en la Universidad de Florencia en 1998, acudió a la Universidad de Reading en Reino Unido, donde en 2002 obtuvo el doctorado en Ciencias Políticas. De 1998 a 2002 fue investigadora en el proyecto europeo European Citizenship “EURCIT”, en el que tuvo la oportunidad de escribir su tesis “The Europeanisation of Spanish Gender Policy: A Feminist Analysis”, recibiendo una beca por parte del Consejo de Investigación Económica y Social del Reino Unido.

## Trayectoria
Entre 2002 y 2004, Lombardo disfrutó de un contrato posdoctoral del Ministerio de Educación participando en la investigación sobre “EU Citizenship and Democratic Legitimacy in the European Union” (CIDEL Project) en la Universidad de Zaragoza. Ha realizado varias investigaciones después de doctorarse, como las llevadas a cabo en el ámbito de las Políticas de Igualdad de Género financiadas por la Comisión Europea y el Parlamento Europeo. En 2006, obtuvo un contrato posdoctoral en la Universidad Radboud de Nijmegen para trabajar junto a Mieke Verloo en Políticas de Igualdad de Género en Europa. Posteriormente, de 2006 a 2011, consiguió un contrato de investigación posdoctoral Ramón y Cajal en la Universidad Complutense de Madrid.
Desde 2003, Lombardo ha participado en distintos proyectos europeos y españoles de investigación, como lo es el proyecto Mainstreaming Gender Equality in Europe “MAGEEQ”, y el proyecto de Quality in gender + Equality Policies, “QUING”. Dirigió como IP el proyecto de investigación europeo Transnational Applied Research in Gender Equity Training “TARGET”, y el Proyecto Políticas de Igualdad en la Universidad Española “UNIGUAL”  financiado por el Ministerio de Ciencia, Innovación y Universidades.
Pertenece al grupo de Género y Política del European Consortium for Political Research ECPR, ECPG, y de la Asociación Española de Ciencia Política AECPA. Su trabajo de investigadora ha sido reconocido por la ANEP en 2010 por haber ‘satisfecho los requisitos de calidad de la producción y actividad científico-tecnológica que implican una trayectoria investigadora destacada, a los efectos del Programa I3 (Plan Nacional I+D+I 2004-2007)’. Actualmente es directora, junto a María Bustelo, del grupo de investigación de Género y Política, evaluado en 2018 como 'excelente', en la Universidad Complutense de Madrid. También ha sido elegida vocal de la junta directiva de la Asociación Española de Ciencia Política (AECPA) y nombrada en 2018 coordinadora del área de Estudios de Género en el panel de Ciencias Sociales de la Agencia Estatal de Investigación. Ha publicado más de cien trabajos, entre artículos, libros y capítulos.

## Libros
- Kantola, J. y E. Lombardo. 2017. Gender and Political Analysis. Basingstoke: Palgrave.
- Kantola, J. y E. Lombardo eds. 2017. Gender and the Economic Crisis in Europe. Politics, Institutions and Intersectionality. Basingstoke: Palgrave.
- Walby, S., P. Olive, J. Towers, B. Francis, S. Strid, A. Krizsán, E. Lombardo, C. May-Chahal, S. Franzway, D. Sugarman, B. Agarwal, J. Armstrong. 2015. Stopping rape. Towards a comprehensive policy. Bristol: Policy press. ISBN 9781447322092
- Lombardo, E. y P. Meier. 2014. The Symbolic Representation of Gender: A Discursive Approach. Aldershot: Ashgate ISBN 978-1-4094-3236-4
- Lombardo, E. y M. Forest eds. 2012. The Europeanization of Gender Equality Policies. Basingstoke: Palgrave ISBN 0230284396.
- Lombardo, E., P. Meier y M. Verloo eds. 2009. The Discursive Politics of Gender Equality: Stretching, Bending and Policymaking. London: Routledge ISBN 978-0-415-46935-7.
- Bustelo, M. y E. Lombardo eds. 2007. Políticas de igualdad en España y Europa. Madrid: Cátedra (2nd ed. 2009) ISBN 9788437623962
- Castiglione, D. J. Schönlau, C. Longman, E. Lombardo, N. Perez Solórzano y M. Aziz. 2007. Constitutional Politics in the European Union. The Convention Moment and its Aftermath. Basingstoke: Palgrave MacMillan.
- Lombardo, E. 2004. La europeización de la política española de igualdad de género. Colección Ciencia Política. Valencia: Tirant Lo Blanch.
- García, A. y E. Lombardo eds. 2002. Género y Derechos Humanos. Zaragoza: Mira Editores.

## Artículos recientes
- New: E. Lombardo & J. Kantola (2019) European Integration and Disintegration: Feminist Perspectives on Inequalities and Social Justice, Journal of Common Market Studies 57: 62-76 https://onlinelibrary.wiley.com/doi/10.1111/jcms.12949
- R. Ciccia & E. Lombardo (2019) Care policies in practice: how discourse matters for policy implementation, Policy & Society 38(4): 537-553 https://doi.org/10.1080/14494035.2019.1702278
- J. Kantola & E. Lombardo (2019) Populism and Feminist Politics: the Cases of Finland and Spain, European Journal of Political Research https://doi.org/10.1111/1475-6765.12333